# Ruta IO63 (Lima)
La ruta IO63 o "la 71A" es una ruta de transporte público del área metropolitana de Lima, que conecta los distritos de La Punta y Ate. El trayecto de esta ruta consta de 79 o 81 paradas dependiendo de la dirección y dura aproximadamente entre 2 y 3 horas.

## Características
Esta ruta de transporte público está administrada por la Empresa de Transportes El Carmen de la Punta S.A., la cual gestiona también la ruta 4908, que transita por la urbe limeño-chalaca.

### Autorización
La ruta IO63 encuentra autorizada por la Municipalidad Provincial del Callao (MPC) y la Autoridad de Transporte Urbano (ATU).

## Trayecto
Los autobuses de la ruta IO63 (aprox. 70) comienzan a operar a las 5:00 a.m. y terminan a las 10:00 p.m. por los distritos de La Punta, Callao, y Bellavista en la Provincia Constitucional del Callao, por los distritos de Lima, Breña, El Agustino, Santa Anita y Ate en la provincia de Lima; pasando por importantes lugares, tales como el Mercado Central del Callao, el estadio Miguel Grau, la Universidad Nacional Mayor de San Marcos, las plazas Bolognesi y Miguel Grau, la estación Miguel Grau, y el hospital Hipólito Unanue. 

### Terminales
Su terminal de ida se encuentra en la Plaza de Armas de La Punta y su terminal de vuelta se encuentra en la urbanización Santa Elvira, en Ate.

### Recorrido
| Dirección             | Avenidas y calles |
| --------------------- | --- |
| Ida Hacia Ate         | Av. Miguel Grau - Jr. General Valle - Av. Agustín Gamarra - Av. Estados Unidos - Av. Miguel Grau - Av. República de Panamá - Av. Sáenz Peña - Av. Óscar Raimundo Benavides (desde la cda. 28 en Lima) - Av. Aurelio García y García - Av. República de Venezuela - Jr. Victor Sarria - Jr. Reynaldo Saavedra - Av. Luis Braille - Av. Prol. Arica - Av. Naciones Unidas - Jr. Sullana - Jr. Tavara - Jr. Cutervo - Av. Tingo María - Av. Arica - Av. Tingo María - Jr. Carhuaz - Jr. Loreto - Av. Bolivia - Av. 9 de Diciembre - Av. Paseo de la República - Av. Miguel Grau - Av. Túpac Amaru - Av. José de La Riva Agüero - Av. César Vallejo - Jr. María Parado de Bellido - C. Enrique Quintana - Av. Los Eucaliptos - Av. Los Ruiseñores - Av. Los Chancas de Andahuaylas - Av. La Encalada - Av. Camino Real. |
| Vuelta Hacia La Punta | Av. Camino Real - Av. La Encalada - Av. Los Chancas de Andahuaylas - Av. Los Ruiseñores - Av. Los Eucaliptos - C. Micaela Bastidas - Jr. María Parado de Bellido - Av. José Carlos Mariátegui - Av. Túpac Amaru - Av. Camino Real - Av. César Vallejo - Av. José de La Riva Agüero - Av. Inca Ripac - Av. Miguel Grau - Av. Paseo de la República - Av. 28 de Julio - Jr. Washington - Av. 9 de Diciembre - Av. Arica - Av. Aguarico - Av. Uruguay - Av. Venezuela - Av. Germán Amezaga - Av. Ramón Herrera - Av. Óscar Raimundo Benavides - Av. Sáenz Peña - Av. República de Panamá - Jr. Colón - C. Paz Soldán - Av. Miguel Grau - Av. Estados Unidos - Av. Agustín Gamarra - Av. Coronel Bolognesi. |

Actualmente los buses de la ruta IO63 transitan desde el Cercado de Lima hasta Ate y viceversa por las obras de la Línea 2 que se realizan en las avenidas Colonial , Amezaga, Venezuela y Aricay 9 de Diciembre.

## Rutas relacionadas
4908 (Ate - Callao), IO66 (Callao - San Juan de Lurigancho), IO52 (Callao - San Juan de Lurigancho).